# Peter Alrikson
Peter Edward Alrikson (tidigare Nilsson), född 22 april 1973 i Döderhults församling, Kalmar län, är en svensk domkyrkoorganist och körledare i Visby domkyrkoförsamling.

## Biografi
Peter Alrikson föddes 22 april 1973 i Döderhult, Oskarshamns kommun. Under gymnasietiden spelade han bas i rockbandet Lonely Hearts. Alrikson studerade 1993 till kantor på Oskarshamns folkhögskola. Han fortsatte att studera till organist vid Musikhögskolan i Malmö. Alrikson har arbetat i Alvesta. Han arbetade fram till 2017 som organist i Teleborgs församling, Växjö. Alrikson blev i augusti 2017 organist i Västerviks församling, Västervik där han efterträdde organisten Bo Ingelberg. Alrikson blev 1 september 2019 domkyrkoorganist i Visby domkyrkoförsamling och tillträde tjänsten efter domkyrkoorganisten Claes Holmgren. I tjänsten som domkyrkoorganist är han körledare för S:ta Marias domkyrkokör och Oratoriekören.
Alrikson har spelat kontrabas och elbas i rockband, storband, symfoniorkestrar och blåsorkestrar. Han är gift med sångpedagogen Cecilia Alrikson och de har tre barn tillsammans. Ett av Peter Alriksons favoritstycken är Matteuspassionen av kompositör Johann Sebastian Bach.
Han var från våren 2012 till 2017 körledare för kören Växjö Vocalis i Växjö.